# بيل جيلز
بيل جيلز هو سياسي كندي، ولد في 31 أكتوبر 1936 في بوسطن في الولايات المتحدة، وتوفي في 15 أغسطس 2009 في كندا. حزبياً، نشط في الحزب الليبرالي في نوفا سكوشا ‏. وقد انتخب Executive Council of Nova Scotia ‏.